# Starr County
Starr County je okres ve státě Texas v USA. K roku 2010 zde žilo 60 968 obyvatel. 97% obyvatel byli Hispánci, což bylo více než v jakémkoli jiném okresu USA. Správním městem okresu je Rio Grande City. Celková rozloha okresu činí 3 183 km².